# Ochthebius pauli
Ochthebius pauli är en skalbaggsart som beskrevs av Perkins 1980. Ochthebius pauli ingår i släktet Ochthebius och familjen vattenbrynsbaggar. Inga underarter finns listade i Catalogue of Life.